# Charles Ambroise d'Autriche-Este
Pour les articles homonymes, voir Charles de Habsbourg-Lorraine (homonymie).
Charles Ambroise Joseph Jean Baptiste d'Autriche-Este (Milan, le 2 novembre 1785 - Tata (Hongrie), le 2 septembre 1809) est un archiduc d'Autriche, évêque de Vác en Hongrie puis archevêque d'Esztergom et primat de Hongrie.

## Biographie
Charles Ambroise d'Autriche-Este est un fils de l'archiduc Ferdinand d'Autriche-Este et de Marie-Béatrice d'Este. Charles Ambroise est aussi le frère de François IV de Modène.
L'archiduc Charles Ambroise est élu évêque de Vác en Hongrie en 1806 et archevêque d'Esztergom et primat de Hongrie en 1808, mais il meurt l'année suivante.